# Kis sárszalonka
A kis sárszalonka (Lymnocryptes minimus) a madarak osztályának lilealakúak (Charadriiformes) rendjébe, ezen belül a szalonkafélék (Scolopacidae) családjába tartozó Lymnocryptes nem egyetlen faja.

## Előfordulása
Európa és Oroszország északi részén költ, ősszel délre vonul, eljut Indiába és Afrikába is. Ritkás mocsarak, nedves égererdők és az északi nyírövezet lakója.

## Megjelenése
Átlagos testhossza 17–19  centiméter, szárnyfesztávolsága 38–42 centiméteres, testtömege 35–73 gramm. Barnás, sárgás foltos, csíkos tollruhája kiváló rejtőszínt biztosít környezetében.

## Életmódja
Rovarlárvákkal, férgekkel és csigákkal táplálkozik, melyeket a földön, vagy a sekély iszapban keresgél.

## Szaporodása

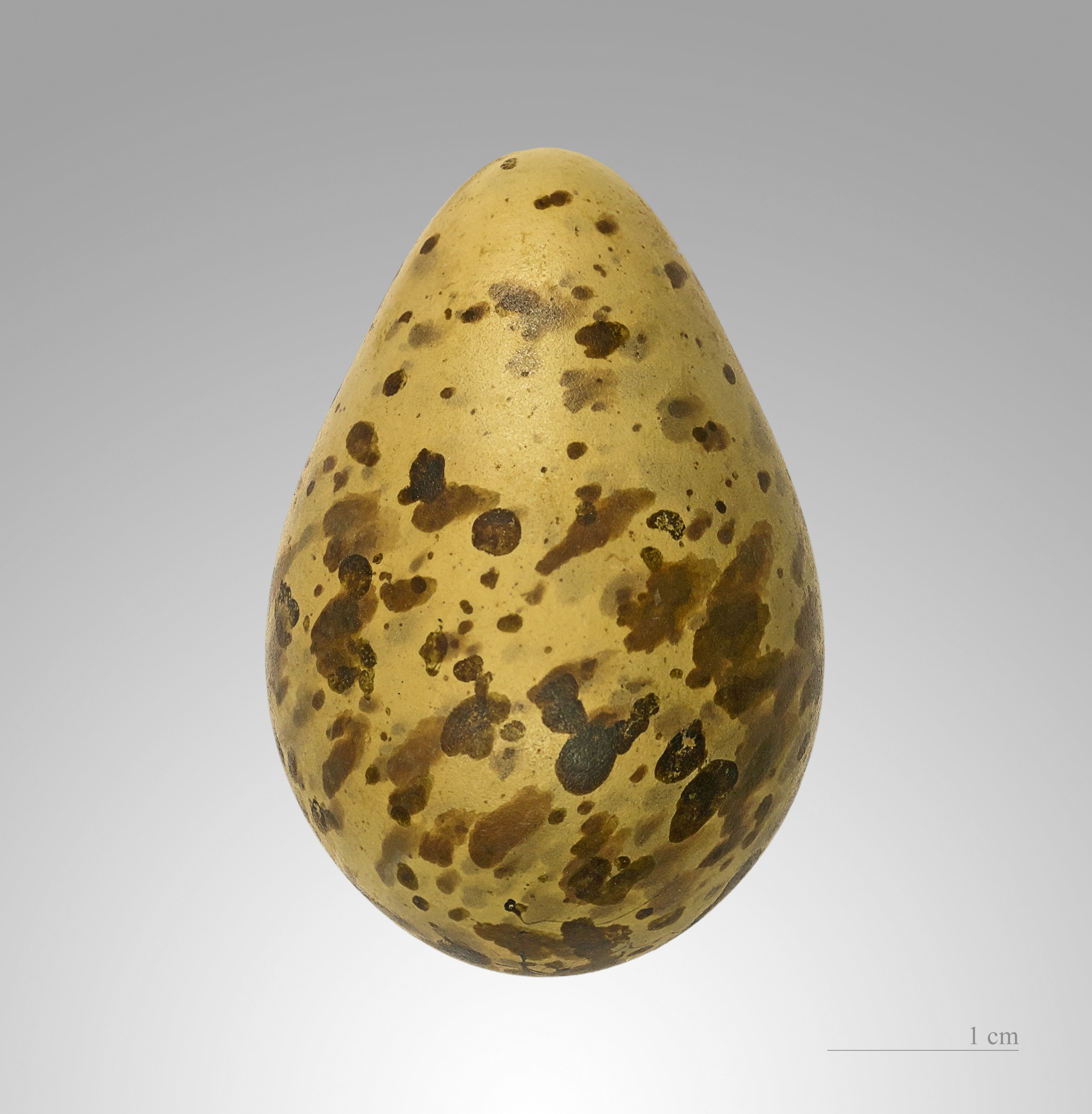
Lymnocryptes minimus

A hím nászrepülést végez, miközben énekével csábítja a tojót. Párosodás után a tojó bokrok közé rakja fészkét. Fészekalja 4, kb. 40 milliméteres tojásból áll, melyeken 24 napig kotlanak.

## Kárpát-medencei előfordulása
Magyarországon ritka vendég, tavasszal és ősszel fordul elő, egyes példányok áttelelnek.

## Védettsége
Magyarországon védett, természetvédelmi értéke 10 000 forint.